# Liste de jeux Atari ST
La liste des jeux Atari ST répertorie les jeux commercialisés sur les micro-ordinateurs de la famille Atari ST.
- Haut – A
- B
- C
- D
- E
- F
- G
- H
- I
- J
- K
- L
- M
- N
- O
- P
- Q
- R
- S
- T
- U
- V
- W
- X
- Y
- Z

## 0-9
- 10th Frame
- 1943
- 1943: The Battle of Midway
- 1st Division Manager
- 20000 Lieux sous les mers
- 221B Baker Street
- 3D Breakthru
- 3D Pool
- 4D Sports Boxing
- 500cc Grand Prix
- 5th Gear
- 7 Colors
- 8 Ball
- 9 Lives

## A
- A-10 Tank Killer
- A.G.E.
- Act Out
- Action Fighter
- Addams Family, The
- Addictaball
- After Burner
- After Burner II
- Air Bucks
- Air Support
- Airball
- Airborne Ranger
- Alien Storm
- Altered Beast
- Alpha Waves
- AMC: Astro Marine Corps
- American Gladiators
- Anarchy
- The Ancient Art of War in the Skies
- Annals of Rome
- Another World
- APB
- Arche du Captain Blood, L'
- Archipelagos
- Arcticfox
- Arena
- Arkanoid
- Arkanoid: Revenge of Doh
- Armour-Geddon
- Atomic Robo-Kid
- Atomino
- Austerlitz
- Autoduel
- Awesome

## B
- B.A.T.
- B.A.T. II: The Koshan Conspiracy
- Baal
- Baba Yaga
- Baby Jo
- Back to the Future Part III
- Back to the Golden Age
- Backlash
- Bad Cat
- Bad Company
- Bank Buster
- Balance of Power
- Ballerburg
- Ballistix
- Ballyhoo
- Barbarian
- Barbarian II
- Barbarian: The Ultimate Warrior
- Barbarian II: The Dungeon of Drax
- Bard's Tale, The: Tales of the Unknown
- Batman: The Movie
- Battle Chess
- Battlehawks 1942
- Battlemaster
- BattleTech: The Crescent Hawk's Inception
- Battlezone
- Beach Volley
- Bermuda Project
- Beyond Zork
- Bionic Commando
- Billiards Simulator
- Black Lamp
- Black Sect
- Black Tiger
- Blood Money
- Blockout
- Bloodwych
- Bloodwych: The Extended Levels
- Blues Brothers, The
- Bolo
- Bomb Jack
- Bombuzal
- Bonanza Bros.
- Botics
- Boulder Dash
- Brataccas
- Breach 2
- Bubble Bobble
- Bubble Ghost
- Bunny Bricks
- Buggy Boy

## C
- Cabal
- Cadaver
- Caesar
- California Games
- Cannon Fodder
- Captive
- Carrier Command
- Car-Vup
- Captain Fizz Meets the Blaster-Trons
- Captain Planet and the Planeteers
- Carl Lewis Challenge, The
- Castles
- Castle Master
- Chambers of Shaolin
- Champion of the Raj
- Championship Baseball
- Championship Manager
- Chaos Engine, The
- Chaos Strikes Back
- The Charge of the Light Brigade
- Chase H.Q.
- Chase H.Q. II: Special Criminal Investigation
- Chip's Challenge
- Chuck Rock
- Chicago 90
- Chimera
- Civilization
- Cluedo
- Cohort
- Cohort 2
- Computer Diplomacy
- Computer Edition of Risk, The: The World Conquest Game
- Colonial Conquest
- Colorado
- Colossal Adventure
- Commando
- Continium
- Corporation
- Crafton et Xunk
- Crazy Cars
- Crazy Cars II
- Crazy Cars III
- Crack Down
- Creatures
- Croisière pour un cadavre
- Cutthroats
- Crystal Castles
- Crystals of Arborea
- Curse of the Azure Bonds
- Cutthroats
- Cyberball
- Cybernoid

## D
- Dark Castle
- Deadline
- Deep Space
- Defender of the Crown
- Défenseurs de l'ombre, Les
- Defender II
- Deathbringer
- Death Trap
- Deflektor
- Delta Patrol
- Deuteros: The Next Millennium
- Dick Tracy
- Die Hard
- Disc
- Dogs of War
- Doodlebug: Bug Bash 2
- Double Dragon
- Double Dragon II: The Revenge
- Double Dragon III: The Rosetta Stone
- Downhill Challenge
- Dragon's Lair
- Dragon's Lair II: Time Warp
- Dragon's Lair III: The Curse of Mordread
- Dragon's Lair: Escape from Singe's Castle
- Dragons of Flame
- Dragonflight
- Dungeon Master
- Dyna Blaster
- Dynamite Düx
- Dynasty Wars
- Dynatech
- Dyter-07

## E
- E-Motion
- Eco
- Elf
- Elite
- Elvira II: The Jaws of Cerberus
- Elvira: Mistress of the Dark
- Elvira: The Arcade Game
- Emmanuelle
- Empire: Wargame of the Century
- Enchanter
- Énigme à Oxford
- Epic
- Erik
- Escape from the Planet of the Robot Monsters
- ESWAT: Cyber Police
- European Space Simulator
- Exile
- Exolon
- Explora: Time Run
- Explora II
- Explora III: Sous le Signe du Serpent
- Exterminator

## F
- F-15 Strike Eagle
- F-15 Strike Eagle II
- F-16 Combat Pilot
- F-19 Stealth Fighter
- F29 Retaliator
- Falcon
- Fall Gelb
- Fantastic Dizzy
- Fascination
- Fate: Gates of Dawn
- Feudal Lords
- Final Blow
- Final Command
- The Final Conflict
- Final Fight
- Fire and Brimstone
- Fire and Forget
- Fire and Forget 2
- Fire and Ice: The Daring Adventures of Cool Coyote
- Fire and Brimstone
- Fireblaster
- First Samurai
- Fish!
- Flight Simulator
- Flight Simulator II
- Flood
- Flying Shark (en)
- Fool's Errand, The
- Football Manager
- Forgotten Worlds
- Formula One Grand Prix
- Fort Apache
- Fred
- Freedom: les Guerriers de l'Ombre
- Frontier: Elite II
- Full Metal Planete
- Future Basketball

## G
- G-LOC: R360
- Galactic Conqueror
- Galactic Empire
- Galaxy Force II
- Gauntlet
- Gauntlet II
- Gauntlet III: The Final Quest
- GBA Championship Basketball: Two-on-Two
- Geisha
- Germ Crazy
- Ghostbusters II
- Ghosts'n Goblins
- Ghouls'n Ghosts
- Go Player
- Gobliiins
- Gobliins 2: The Prince Buffoon
- Gods
- Gold of the Americas
- Goldrunner
- Gold Rush!
- Golden Axe
- Grand Fleet
- Grand Monster Slam
- Grand Prix 500cc
- Great Courts
- Great Courts 2
- Great Giana Sisters, The
- Great Napoleonic Battles
- Gremlins 2: The New Batch
- Guild of Thieves
- Gunship
- Guy Roux Manager

## H
- Hack
- Hacker
- Hacker II
- Hard Drivin'
- HardBall!
- HardBall II
- Harlequin
- Head over Heels
- Heimdall
- Heroes of the Lance
- HeroQuest
- Highway Patrol 2
- Hillsfar
- The Hitchhiker's Guide to the Galaxy
- Hollywood Poker
- Hook
- Hostages
- Hotshot
- Hound of Shadow, The
- Humans, The
- Hunt for Red October, The (1987)
- Hunt for Red October, The (1990)
- Hunter

## I
- Ikari Warriors
- Immortal, The
- Impact!
- Impossible Mission II
- Indiana Jones and the Last Crusade: The Action Game
- Indiana Jones et la Dernière Croisade
- Infestation
- International Karate
- International Rugby Challenge
- Interphase
- Iron Lord
- Ishar
- Ishar 2
- Ishar 3

## J
- Jaguar XJ220
- James Pond: Underwater Agent
- James Pond 2: Codename RoboCod
- Jim Power: In Mutant Planet
- Jimmy White's Whirlwind Snooker
- Jinks
- Joust

## K
- Karateka
- Kenny Dalglish Soccer Manager
- Kenny Dalglish Soccer Match
- Kick Off
- Kick Off Extra Time
- Kick Off 2
- Killerball
- Killing Game Show, The
- King of Chicago, The
- King's Quest: Quest for the Crown
- King's Quest II: Romancing the Throne
- King's Quest III: To Heir is Human
- King's Quest IV
- Klax
- Knights of the Sky
- Knightmare
- Krypton Egg
- Kult

## L
- Laser Squad
- Leader Board
- Leander
- Leather Goddesses of Phobos
- Legend of Faerghail
- Legends of Valour
- Leisure Suit Larry: In the Land of the Lounge Lizards
- Lemmings
- Lemmings 2: The Tribes
- Lethal Xcess
- License to Kill
- Life and Death
- Little Computer People
- Little Puff in Dragonland
- Llamatron
- Lode Runner
- Loom
- Loopz
- Lost Dutchman Mine
- Lotus Esprit Turbo Challenge
- Lotus Turbo Challenge 2
- Lotus III: The Ultimate Challenge
- Lure of the Temptress
- Lurking Horror, The

## M
- M1 Tank Platoon
- Macadam Bumper
- Mad Professor Mariarti
- Magic Pockets
- Maniac Mansion
- Manoir de Mortevielle, Le
- Marble Madness
- Matrix Marauders
- Maupiti Island
- McDonaldland
- Mean Streets
- Mega lo Mania
- Mega Twins
- Megaroids
- Menace
- Merchant Colony
- Mercs
- Metal Mutant
- Metro-Cross
- Méwilo
- Michael Jackson's Moonwalker
- Mickey Mouse: The Computer Game
- MIDI Maze
- Midnight Resistance
- Midwinter
- Midwinter II: Flames of Freedom
- Mighty Bomb Jack
- Millennium 2.2
- Moebius: The Orb of Celestial Harmony
- Moon Patrol
- Moonmist
- Motor Massacre
- Mouse Trap
- Mystical

## N
- NARC
- Nam 1965-1975
- Navy Seals
- Nebulus
- Nécromancien, Le
- Never Mind
- New Zealand Story, The
- Nigel Mansell's World Championship
- Night Hunter
- Ninja Warriors, The
- Nitro
- No Exit
- No Second Prize
- Nord and Bert Couldn't Make Head or Tail of It
- North and South

## O
- Obitus
- Obliterator
- Obsession
- Ogre
- Oh No! More Lemmings
- Oids
- Omega
- Onslaught
- Operation Stealth
- Operation Thunderbolt
- Operation Wolf
- Ork
- Out Run
- Overlander
- Oxyd
- Oxyd 2

## P
- P-47 Thunderbolt
- Pac-Mania
- Pandora
- Pang
- Panza Kick Boxing
- Paperboy
- Paperboy 2
- Parasol Stars
- Pawn, The
- Personal Nightmare
- Phantasie
- Phantasie II
- Phantasie III
- Pinball Magic
- Pit-Fighter
- Plan 9 from Outer Space
- Player Manager
- Plotting
- Police Quest
- Pool of Radiance
- Populous
- Populous II
- Populous: The Promised Lands
- Power Drift
- Power Up
- Powerdrome
- Powermonger
- Predator 2
- Prehistorik
- Premier Manager
- President Elect
- Prince of Persia
- Prohibition
- Puffy's Saga
- Purple Saturn Day
- Push-Over

## Q
- Quadralien
- Quest
- Quest for Glory: So You Want to Be a Hero
- Questron II

## R
- R-Type
- R-Type II
- Race Drivin'
- Raider
- Rainbow Islands
- Railroad Tycoon
- Rampage
- Rampart
- Ranarama
- RanX: The Video Game
- Realms of Arkania: Blade of Destiny
- Red Lightning
- Renaissance
- Renaud : Marche à l'ombre
- Renegade
- Resolution 101
- Return To Genesis
- Revenge of the Mutant Camels
- Rick Dangerous
- Rick Dangerous 2
- Risky Woods
- Road Rash
- Road Runner
- RoadBlasters
- Roadwar 2000
- Roadwar Europa
- Roadwars
- RoboCop
- RoboCop 2
- RoboCop 3
- Robotron: 2084
- Rocket Ranger
- Rod Land
- Rody et Mastico
- Rogue
- Rolling Thunder
- Rorke's Drift

## S
- S.D.I.
- Sabre Team
- Saint Dragon
- Sapiens
- Secret of Monkey Island, The
- Sensible Soccer
- Sensible Soccer: International Edition
- Sentinel, The
- Shadow Dancer
- Shadow of the Beast
- Shadow of the Beast II
- Shadow Sorcerer
- Shadow Warriors
- Sherlock: The Riddle of the Crown Jewels
- Shiloh: Grant's Trial in the West
- Shinobi
- Shoot'Em-Up Construction Kit
- Short Grey, The
- Shufflepuck Cafe
- Sid Meier's Pirates!
- Sid Meier's Railroad Tycoon
- Silent Service
- Silent Service II
- SilkWorm
- SimCity
- Simpsons: Bart vs. the Space Mutants, The
- Simulcra
- Sinbad: Throne of the Falcon
- Sir Fred: The legend
- Skateball
- Skrull
- Skweek
- Skyfox
- Skyfox II: The Cygnus Conflict
- Slap Fight
- Smash TV
- Soldier of Light
- Solomon's Key
- Sons of Liberty
- Sorcery +
- Space Ace
- Space Crusade
- Space Harrier
- Space Harrier II
- Space Quest I
- Space Quest II
- Space Quest III
- Special Forces
- Speedball
- Speedball 2: Brutal Deluxe
- Spell Bound
- Spellbreaker
- Staff X-29
- Stalingrad Campaign
- Star Command
- Star Raiders
- Starcross
- Stardust
- Stargate
- Starglider
- Starglider 2
- Star Fleet I
- Starflight
- Star Trek: The Rebel Universe
- Star Wars
- Star Wars: Return of the Jedi - Death Star Battle
- Star Wars: The Empire Strikes Back
- Steel Empire
- Steel Talons
- Stellar Crusade
- Storm Across Europe
- Stormlord
- Stormtrooper
- Street Fighter II: The World Warrior
- Strider
- Strider II
- Striker
- Stryx
- S.T.U.N. Runner
- Stunt Car Racer
- SubStation
- Summer Games
- Summer Olympiad
- SunDog: Frozen Legacy
- Super Cars
- Super Cars 2
- Super Hang-On
- Super Monaco GP
- Super Off Road
- Super Space Invaders
- Super Sprint
- Super Wonderboy
- Suspect
- Switchblade
- Switchblade II
- SWIV

## T
- "T.A.U.P.E."
- TechnoCop
- TecnoballZ
- Teenage Mutant Hero Turtles
- Teenage Mutant Hero Turtles: The Coin-op !
- Teenage Queen
- Tempest
- Temple of Apshai Trilogy
- Tennis Cup
- Tennis Cup II
- Terminator 2: Judgment Day
- Terrorpods
- Tetris
- Their Finest Hour: The Battle of Britain
- Thunder Blade
- Thunderbirds
- Thunderhawk AH-73M
- Thunderwing
- Time Bandit
- Times of Lore
- Tintin sur la Lune
- Tonic Tiles
- Toki
- Total Eclipse
- Tournament Golf
- Transarctica
- Trifide
- Trivial Pursuit: A New Beginning
- Trivial Pursuit: The Computer Game Genus Edition
- Turbo GT
- Turbo Out Run
- Turrican
- Turrican II: The Final Fight
- TV Sports: Football
- Typhoon Thompson

## U
- Ultima II
- Ultima III
- Ultima IV
- Ultima V
- Ultima VI
- UMS: The Universal Military Simulator
- UMS II
- Universe 3
- Unreal
- Utopia: The Creation of a Nation

## V
- Venus the Flytrap
- Vigilante
- Virus
- Vixen
- Volfied
- Voyager
- Voyageurs du temps, Les
- Vroom

## W
- Wacky Races
- Wall Street Wizard
- Wall$treet
- Wanderer 3D
- Wanted
- War in Middle Earth
- War in the Gulf
- War Machine
- War Zone (1986)
- War Zone (1991)
- Wargame Construction Set
- Warhawk
- Warhead
- Warlock
- Warlock (1988)
- Warlock the Avenger
- Warp
- Warriors of Releyne
- Warship
- Waterloo
- Wayne Gretzky Hockey
- Ween: The Prophecy
- Weird Dreams
- Welltris
- West Phaser
- Western Games
- What is..? Where is..?
- Where Time Stood Still
- Whirligig
- Whitewater Madness
- Who Framed Roger Rabbit
- Wicked
- Wild Life
- Wild Streets
- Wild Wheels
- Willow
- Wind Surf Willy
- Window Wizard
- Windwalker
- Wings of Death
- Winnie the Pooh
- Winter Games
- Winter Olympiad
- Winter Supersports '92
- Winzer
- Wipe-Out
- Wishbringer
- Witness, The
- Wizard Warz
- Wizard's Crown
- Wizball
- Wizkid
- Wizmo
- Wolfchild
- Winter Games
- Winter Olympiad 88
- Wonder Boy in Monster Land
- Wolfpack
- Wonderland: Dream The Dream...
- Woordspel
- Word Quest 2
- Works Team Rally
- World Championship Boxing Manager
- World Championship Soccer
- World Class Leader Board
- World Class Rugby
- World Class Rugby: Five Nations Edition
- World Cricket
- World Darts
- World Games
- World Rugby
- World Soccer
- World Trophy Soccer
- Worm in Paradise
- Wrangler
- Wrath of the Demon
- Wreckers
- WWF European Rampage Tour
- WWF Wrestlemania

## X
- X-Out
- Xenon
- Xenon 2: Megablast
- Xenophobe
- Xevious
- Xiphos
- Xor
- Xtron
- Xybots

## Y
- Ynis Witrin: Isle of Glass
- Yogi Bear and Friends in the Greed Monster
- Yogi's Big Clean Up
- Yogi's Great Escape
- Yolanda
- Yomo
- Yuppi's Revenge

## Z
- Z-Out
- Zak McKracken and the Alien Mindbenders
- Zany Golf
- Zero 5
- Zero Gravity
- Zombi
- Zone Warrior
- Zool
- Zork I: The Great Underground Empire
- Zork II: The Wizard of Frobozz
- Zork III: The Dungeon Master
- Zupple
- Zxym
- Zynaps

- Haut – A
- B
- C
- D
- E
- F
- G
- H
- I
- J
- K
- L
- M
- N
- O
- P
- Q
- R
- S
- T
- U
- V
- W
- X
- Y
- Z